# Jaguar XK140
Jaguar XK140 – sportowy samochód osobowy produkowany przez brytyjską firmę Jaguar Cars w latach 1954–1957. Dostępny jako 2-drzwiowe coupé lub 2-drzwiowy roadster. Następca modelu XK120. Do napędu użyto silnika R6 o pojemności 3,4 litra. Moc przenoszona była na oś tylną poprzez 4-biegową manualną skrzynię biegów. Samochód został zastąpiony przez model XK150.
Łącznie wyprodukowano 8884 egzemplarze Jaguara XK140.

## Dane techniczne

### Silnik
- R6 3,4 l (3442 cm³)[1], 2 zawory na cylinder, DOHC
- Układ zasilania: dwa gaźniki
- Średnica cylindra × skok tłoka: 83,00 mm × 106,00 mm
- Stopień sprężania: 8,0:1
- Moc maksymalna: 192 KM (140 kW)[1] przy 5500 obr./min
- Maksymalny moment obrotowy: 285 N•m przy 2500 obr./min

## Galeria

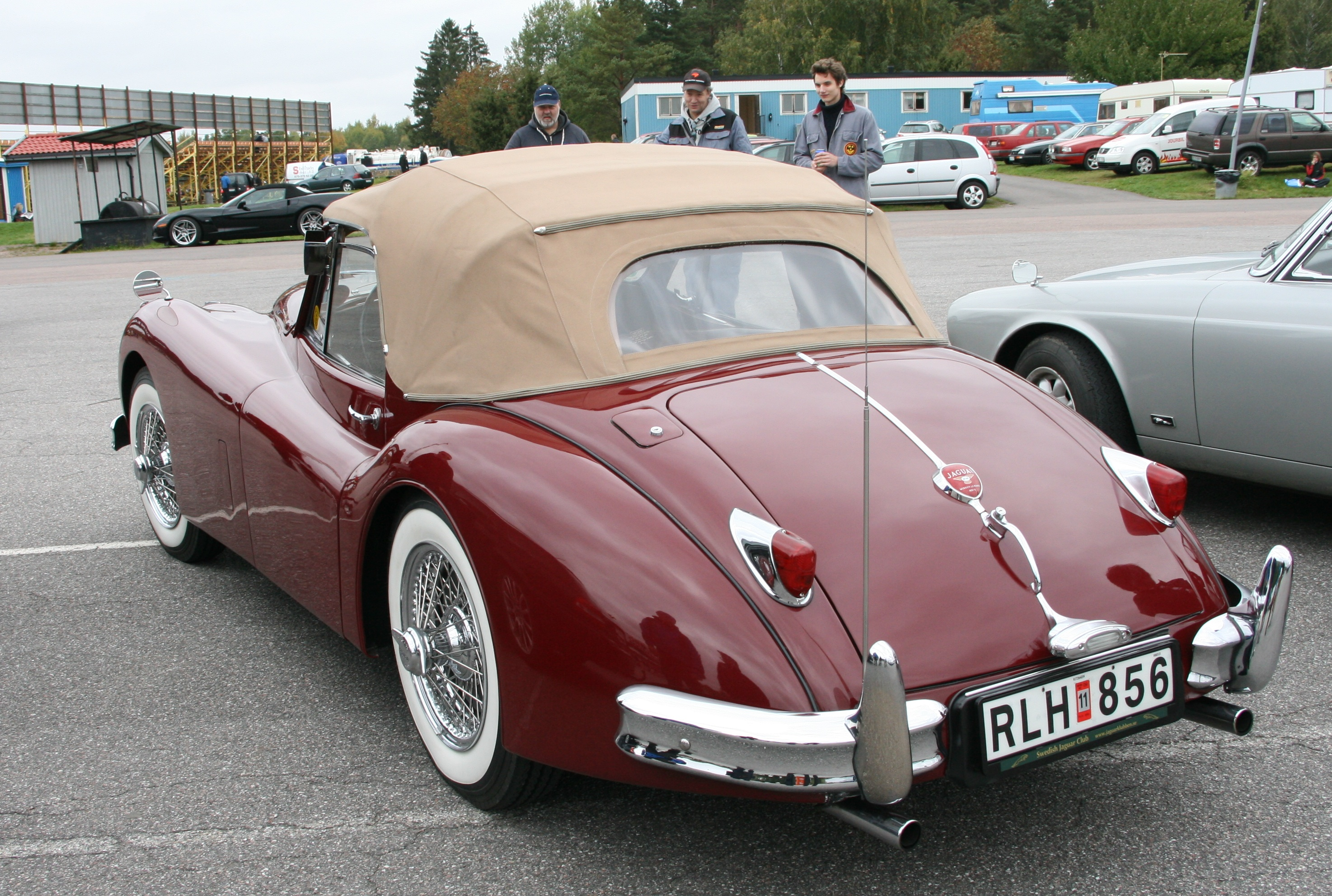
'55 Jaguar XK140
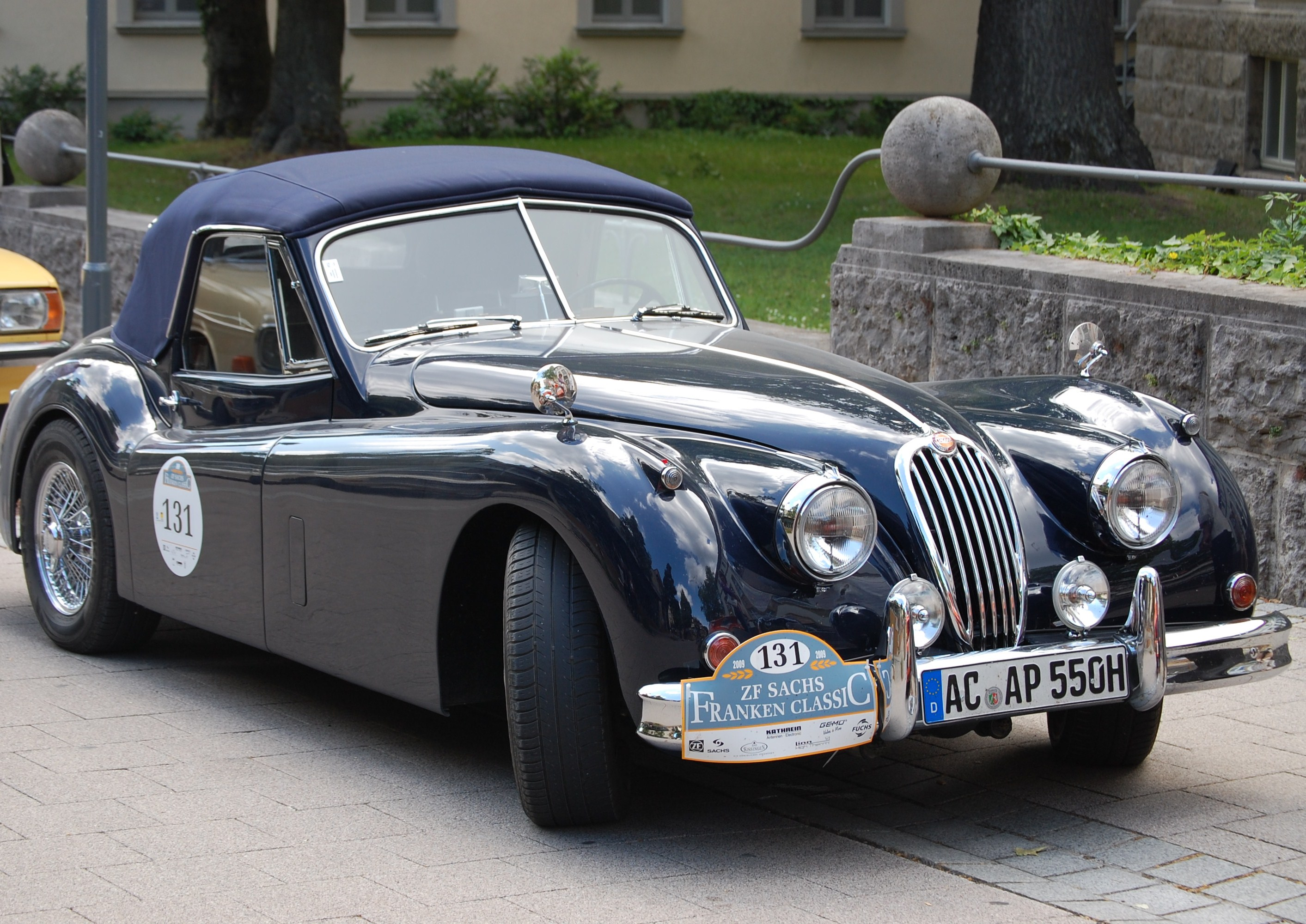
'56 Jaguar XK140
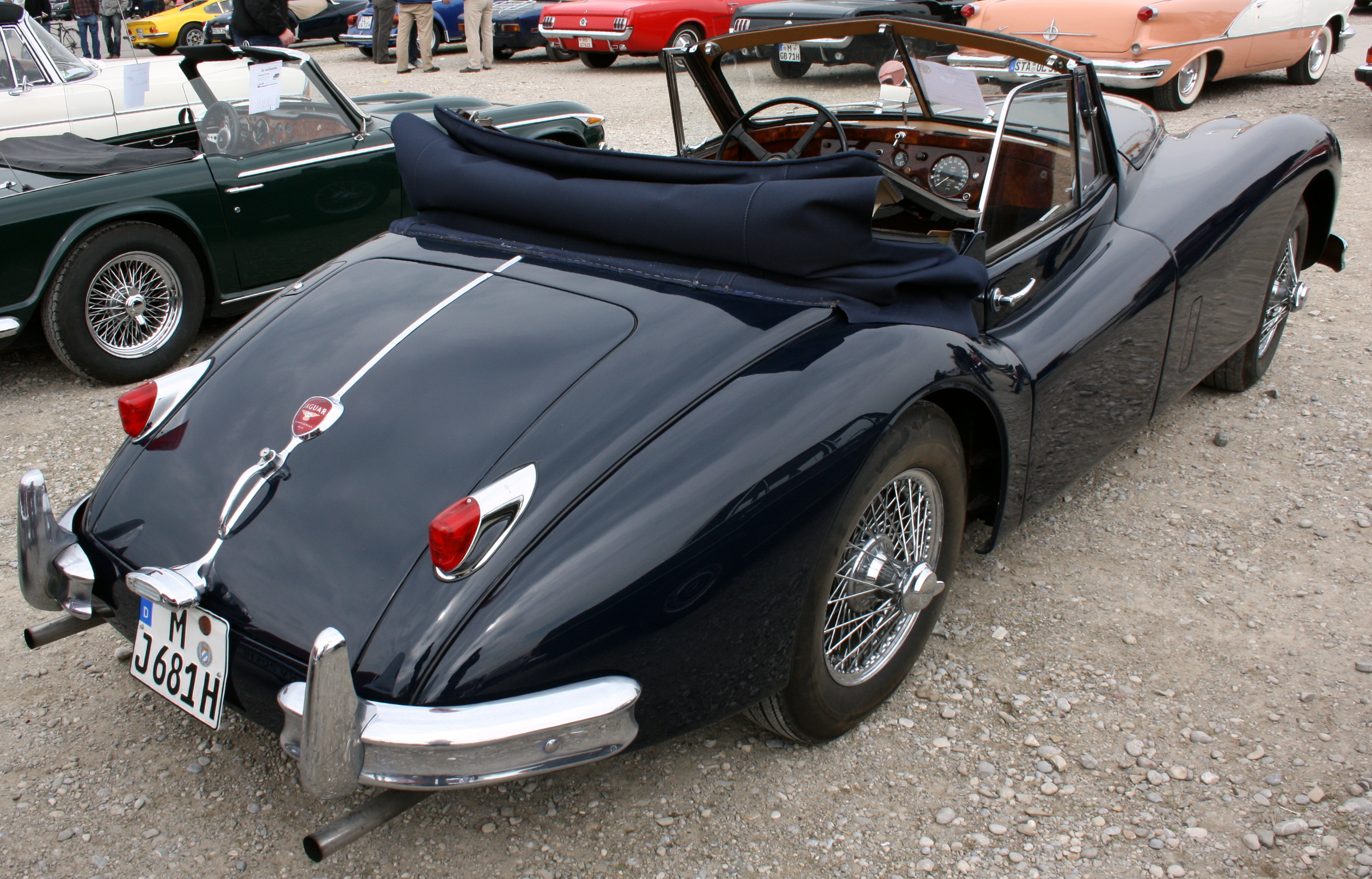
'56 Jaguar XK140
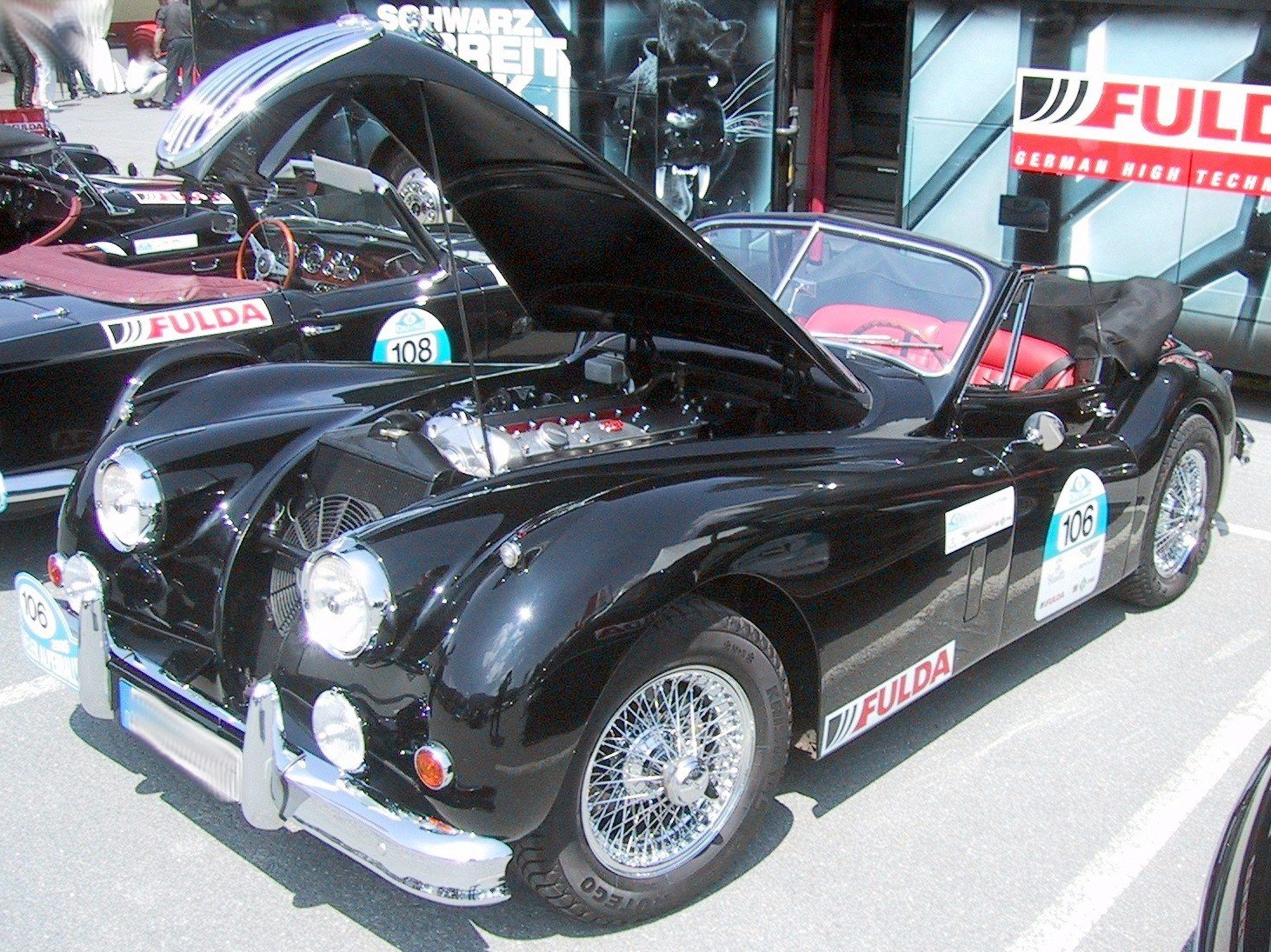
'57 Jaguar XK140